# Ernst Robert Uebel
Ernst Robert Uebel (Klingenthal, Saksen, 9 juni 1882 – 11 november 1959) was een Duits componist en dirigent.

## Biografie
Uebel studeerde muziekpedagogiek en werd rond 1910 als muziekleraar in zijn geboortestad Klingenthal werkzaam. In 1911 werd hij dirigent van het harmonieorkest, dat toen nog Musikvereinschor Klingenthal genoemd werd. In waardering van zijn grote verdiensten heeft de muziekstad Klingenthal het orkest als Stadtmusikchor Klingenthal benoemd en hun leider kreeg de titel Stadtmusikdirektor. Uebel bleef in deze functie tot 1953.
Als componist schreef hij vooral marsen voor harmonieorkest.

## Composities
Werken voor harmonieorkest:
- 1936 Jubelklänge, mars, op. 70
- Derby Marsch
- Mit Spiel voran

- Gemeinsame Normdatei: 13454384X
- MusicBrainz: d277c220-47bc-4676-bc57-48a3a2581461
- Virtual International Authority File: 79665872
- WorldCat: E39PBJbGTkxPBd8vjDjJ9J9xDq